# Cécile Vargaftig
Pour les articles homonymes, voir Bernard Vargaftig.
Cécile Vargaftig, née le 13 octobre 1965 à Villerupt, est une scénariste et femme de lettres française. Elle est membre du Club des 13.

## Biographie
Cécile Vargaftig est la fille du poète Bernard Vargaftig.
Ancienne élève de La Fémis, département scénario, dont elle est sortie diplômée en 1990, elle est vice-présidente du GREC.
Cofondatrice en février 2017 du SCA - Scénaristes de cinéma associés, elle en a été coprésidente de 2018 à 2021.
Elle est membre du collectif 50/50 qui a pour but de promouvoir l'égalité des femmes et des hommes et la diversité dans le cinéma et l'audiovisuel,.

## Filmographie
- 1990 : La Vie sur Mars de Renée Blanchar (court métrage)
- 1991 : Le Ciel de Paris de Michel Béna
- 1994 : Katya Ismailova de Valeri Todorovski
- 1997 : Le Plus Beau Jardin du monde de Philippe Van De Walle (TV)
- 1999 : Prague vu par (Praha ocima) (segment The Dive) d'Artemio Benki
- 2000 : Paris, mon petit corps est bien las de ce grand monde de Franssou Prenant
- 2001 : Le Lait de la tendresse humaine de Dominique Cabrera
- 2003 : Stormy Weather de Sólveig Anspach
- 2005 : Oublier Cheyenne de Valérie Minetto
- 2006 : Barakat ! de Djamila Sahraoui
- 2008 : Dans les jardins de mon père, de Valérie Minetto (documentaire)
- 2009 : La Femme invisible d'Agathe Teyssier
- 2010 : Pas de politique à table de Valérie Minetto (TV)
- 2012 : Ich bin eine Terroristin de Valérie Gaudissart
- 2013 : Jeunesse de Justine Malle
- 2014 : Des étoiles de Dyana Gaye
- 2015 : L'Échappée, à la poursuite d'Annie Le Brun de Valérie Minetto (documentaire)
- 2018 : Bernadette Lafont, et Dieu créa la femme libre d'Esther Hoffenberg (documentaire)
- 2018 : Lindy Lou, jurée n° 2 de Florent Vassault (documentaire)
- 2018 : Back to Corsica de Felicia Viti (série TV)
- 2018 : Tout ce qu'il me reste de la révolution de Judith Davis

## Publications
- Frédérique, Paris, J'ai lu, 1994, 254 p. (ISBN 978-2-277-23773-0)
- Laisser frémir, Paris, Éditions Julliard, 1999, 130 p. (ISBN 978-2-260-01515-4)
- Fantômette se pacse, Vauvert, Au diable vauvert, 2005, 241 p. (ISBN 978-2-84626-097-8)
- Les Nouveaux Nouveaux Mystères de Paris, Vauvert, Au diable vauvert, 2011, 264 p. (ISBN 978-2-84626-291-0)
- Ma nuit d'octobre, Nouvelles éditions Cécile Defaut, 2012
- En URSS avec Gide : Mon journal, Arthaud, 2021, 258 p. (ISBN 978-2081437418)